# Gephyromantis pedronoi
Gephyromantis pedronoi — вид жаб родини мадагаскарських жаб (Mantellidae). Описаний у 2021 році.

## Назва
Вид названо на честь мадагаскарського герпетолога Мігеля Педроно на знак визнання його значного внеску у розуміння біології мадагаскарських черепах, зокрема Angonoka та Astrochelys yniphora, а також його величезних зусиль у збереженні черепах.

## Поширення
Ендемік Мадагаскару. Виявлений у національному парку Ранумафана на висоті близько 950 м над рівнем моря та національному парку Андохахела на висоті близько 600 м над рівнем моря, а також на декількох ділянках на південному сході острова.